# Lerbo-Biesta naturreservat
Lerbo-Biesta naturreservat är ett naturreservat i Katrineholms kommuner  i Södermanlands län.
Området är naturskyddat sedan 2019 och är 10 hektar stort. Reservatet ligger söder om sjön Långhalsen och består av barrblandskog av naturskogskaraktär.